# エルマー・ガントリー/魅せられた男
『エルマー・ガントリー/魅せられた男』（エルマーガントリーみせられたおとこ、Elmer Gantry）は、1960年のアメリカ合衆国のドラマ映画。監督はリチャード・ブルックス 、出演はバート・ランカスターとジーン・シモンズなど。シンクレア・ルイスの1927年の小説『エルマー・ガントリー』を原作としている。
第33回アカデミー賞において主演男優賞（バート・ランカスター）、助演女優賞（シャーリー・ジョーンズ）、脚色賞（リチャード・ブルックス）を受賞し、作品賞、劇・喜劇映画音楽賞（作曲賞）にもノミネートされた。
他にバート・ランカスターが、第18回ゴールデングローブ賞主演男優賞 (ドラマ部門)や第26回ニューヨーク映画批評家協会賞主演男優賞なども受賞している。
原作を熟読したブルックスは1947年、デビュー2年目のランカスターを主人公エルマーに想定オファーしたが映画化実現に13年を要した。なお、エルマーの口八丁手八丁C調キャラクターは6年後の西部劇映画『プロフェッショナル』の爆発物専門家ビル・ドルワースにセルフリスペクトされている。

## ストーリー
口八丁手八丁のやり手セールスマン、エルマー・ガントリー。酒好き女好きで自堕落な生活を送っているが、どこかしら憎めない人に好かれる人物で気楽な旅暮らしを送っている。そんな彼は、ある町で、若く美しい女伝道師、シャロン・ファルコナーに一目惚れする。彼女の気を惹きたいという不純な動機で彼女の伝道活動を手伝ううち、ガントリーは持ち前のセールストークと強引なやり口で伝道師としての名を高めて行く。そんなガントリーにシャロンは次第に惹かれて行き、遂に二人は結ばれる。
ところが伝道活動で訪れた街で、ガントリーはかつて彼に弄ばれたあげくに娼婦に身を落とした女ルルと出会う。今やすっかり聖人君子扱いされているガントリーを苦々しく思ったルルは、彼を騙して隠し撮りした写真とともに彼の汚れた過去を新聞で暴露してしまう。
信用を失ったシャロンたちは街の住人から激しく非難され、ガントリーにはゴミが投げつけられる。それを黙って受け入れるガントリーの姿を見て、最初は喜んでいたルルだったが、次第に罪悪感に苛まれるようになり、ガントリーを騙していたことを公に明らかにする。
信頼を取り戻したシャロンたちは念願の教会を立てることができた。しかし、そのお披露目を兼ねた場で火事が発生し、教会は焼け落ち、シャロンも火災に巻き込まれて死んでしまう。ガントリーは信者から、シャロンに代わって、伝導を続けて欲しいと請われるが、固辞し一人去って行く。

## キャスト
| 役名                     | 俳優                       | 日本語吹替                                                            |
| 役名                     | 俳優                       | NET版                                                                 |
| ------------------------ | -------------------------- | --------------------------------------------------------------------- |
| エルマー・ガントリー     | バート・ランカスター       | 久松保夫                                                              |
| シスター・シャロン       | ジーン・シモンズ           | 小原乃梨子                                                            |
| ジム・レファーツ         | アーサー・ケネディ         | 家弓家正                                                              |
| ビル・モーガン           | ディーン・ジャガー         | 宮川洋一                                                              |
| ルル・べインズ           | シャーリー・ジョーンズ     | 寺島信子                                                              |
| シスター・レイチェル     | パティ・ペイジ             | 鈴木弘子                                                              |
| ジョージ・F・バビット    | エドワード・アンドリュース | 川久保潔                                                              |
| ジョン・ペンギリー牧師   | ジョン・マッキンタイア     |                                                                       |
| フィリップ・ガリソン牧師 | ヒュー・マーロウ           |                                                                       |
| 不明 その他              | N/A                        | 塩見竜介 千葉耕市 寺島幹夫 村松康雄 緑川稔 北村弘一 野本礼三 石井敏郎 |
| 日本語吹替版スタッフ     |                            |                                                                       |
| 演出                     | 演出                       | 小林守夫                                                              |
| 翻訳                     | 翻訳                       | 木原たけし                                                            |
| 効果                     |                            |                                                                       |
| 調整                     |                            |                                                                       |
| 制作                     | 制作                       | 東北新社                                                              |
| 解説                     |                            |                                                                       |
| 初回放送                 | 初回放送                   | 1971年5月5日 『ホリデースペシャル』 14:00-16:45                       |

## 作品の評価

### 映画批評家によるレビュー
Rotten Tomatoesによれば、31件の評論のうち高評価は94%にあたる29件で、平均点は10点満点中7.8点となっている。

### 受賞歴
| 賞                                 | 部門                         | 対象者                 | 結果       |
| ---------------------------------- | ---------------------------- | ---------------------- | ---------- |
| 第33回アカデミー賞                 | 作品賞                       |                        | ノミネート |
| 第33回アカデミー賞                 | 主演男優賞                   | バート・ランカスター   | 受賞       |
| 第33回アカデミー賞                 | 助演女優賞                   | シャーリー・ジョーンズ | 受賞       |
| 第33回アカデミー賞                 | 脚色賞                       | リチャード・ブルックス | 受賞       |
| 第33回アカデミー賞                 | 劇・喜劇映画音楽賞（作曲賞） | アンドレ・プレヴィン   | ノミネート |
| 第18回ゴールデングローブ賞         | 作品賞 (ドラマ部門)          |                        | ノミネート |
| 第18回ゴールデングローブ賞         | 主演男優賞 (ドラマ部門)      | バート・ランカスター   | 受賞       |
| 第18回ゴールデングローブ賞         | 主演女優賞 (ドラマ部門)      | ジーン・シモンズ       | ノミネート |
| 第18回ゴールデングローブ賞         | 助演女優賞                   | シャーリー・ジョーンズ | ノミネート |
| 第18回ゴールデングローブ賞         | 監督賞                       | リチャード・ブルックス | ノミネート |
| 第26回ニューヨーク映画批評家協会賞 | 主演男優賞                   | バート・ランカスター   | 受賞       |